# Arado Ar 66
O Arado Ar 66 foi um avião de treinamento biplano, monomotor alemão de dois lugares, desenvolvido em 1933. Ele também foi usado como caça-bombardeiro noturno na Frente Oriental.
Ele foi o último projeto do engenheiro Walter Rethel em colaboração com a Arado, antes que Walter Blume, assumisse o posto de projetista chefe da Arado Flugzeugwerke em 1933, quando assumiu a maioria dos projetos da empresa.